# Villers-le-Tourneur
Villers-le-Tourneur är en kommun i departementet Ardennes i regionen Grand Est (tidigare regionen Champagne-Ardenne) i nordöstra Frankrike. Kommunen ligger  i kantonen Novion-Porcien som ligger i arrondissementet Rethel. År 2022 hade Villers-le-Tourneur 216 invånare.

## Befolkningsutveckling
Antalet invånare i kommunen Villers-le-Tourneur
Referens: INSEE